# 小行星1665
小行星1665（1665 Gaby）是一颗绕太阳运转的小行星，为主小行星带小行星。该小行星于1930年2月27日发现。
該小行星以發現者卡爾·威廉·萊茵姆特的媳婦蓋比·賴因穆特（Gaby Reinmuth）命名。

## 轨道参数
小行星1665的轨道半长轴为2.4131996 UA，离心率为0.208。